# خاکاس‌ها
خاکاس‌ها، قومی ترک زبان است که در جمهوری خاکاسیا در سیبری جنوبی در روسیه زندگی می کنند. آن ها به زبان خاکاسی صحبت می کنند.